# Dame Holle
 (décembre 2009).
Si vous disposez d'ouvrages ou d'articles de référence ou si vous connaissez des sites web de qualité traitant du thème abordé ici, merci de compléter l'article en donnant les références utiles à sa vérifiabilité et en les liant à la section « Notes et références ».
Dame Holle (ou Frau Holle) est un conte de fées germanique figurant parmi les Contes de l'enfance et du foyer des frères Grimm, où il occupe depuis la première édition (1812) la position no 24.

## Résumé
Dans son cercle familial, une fillette s'estime à juste titre moins bien traitée par sa marâtre que la propre fille de celle-ci. Si bien que la peur de cette marâtre la pousse finalement à se jeter dans un puits, à la recherche d'un fuseau qu'elle y a laissé tomber. Au fond du puits, elle se retrouve dans un monde qui s'avèrera être situé en fait au-delà des nuages. En chemin, elle rend service successivement à un four à pain et un pommier. Elle fait enfin la rencontre de Madame Holle, une vieille femme aux « grandes dents ». La fillette, belle et appliquée, entre à son service : il lui faut dorénavant et presque exclusivement refaire ses nombreux lits, en secouer les édredons, ce qui provoque sur Terre la chute de la neige. Quelque temps plus tard, la fillette, ayant demandé son congé, se voit en guise de récompense recouverte d'une pluie d'or et s'en retourne à la maison. « Cocorico ! Voici de retour notre charmante demoiselle cousue d'or comme tous ses atours ! » C'est ainsi qu'elle est accueillie par le chant du coq.
Sa demi-sœur, laide et paresseuse, ne tarde pas à vouloir emprunter le même chemin qu'elle, mais, comme on s'y attend, elle méprise le four et le pommier, et remplit bien mal son office auprès de Dame Holle ; c'est pourquoi celle-ci la congédie, non sans la châtier, puisque sa vie durant, elle ne pourra se défaire de la poix qui lui est tombée dessus à son départ, alors qu'elle s'attendait à une pluie d'or.

## Arrière-plan social
Ce conte traite d'un conflit intra-familial jadis très fréquent, en des temps où de nombreuses femmes mouraient en couches et où les veufs se remariaient souvent, engendrant ainsi des demi-frères ou demi-sœurs qui entraient en concurrence avec les enfants précédents.
Le lieu d'origine de ce conte ne saurait être déterminé sans ambiguïté, dans la mesure où les habitants de plusieurs régions affirment que c'est dans l'une de leurs montagnes que réside Dame Holle : par exemple, en Allemagne, entre Kassel et Eschwege pour le Haut Meissner, près de Eisenach pour le Hörselberg, ou la localité de Hollerich.

## Aspect mythologique

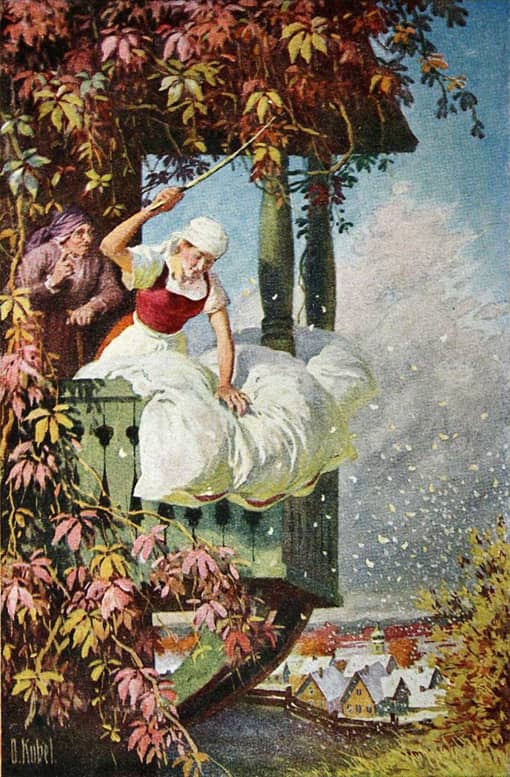
Illustration par Otto Kubel

Du point de vue mythologique, ce conte semble remanier une matière plus ancienne. Il en va ainsi tout d'abord pour le saut dans le puits immédiatement suivi d'un voyage dans un autre monde. Dans la mythologie germanique, les eaux étaient considérées comme un accès au monde des dieux. En témoignent les cadavres des marais (en allemand Moorleichen) retrouvés dans le Nord de l'Allemagne, qui concernent assez fréquemment des fillettes à peine pubères.
Le conte est parsemé de symboles de la mort : le puits (comme sortie du monde d'ici-bas), le fuseau tombant dans ce puits (entraînant avec lui le fil de la vie), les dents effroyablement longues de Dame Holle (tête de mort), les innombrables lits (tombes), la neige (linceul) et le chant du coq lorsque chacune des deux fillettes réapparaît en sortant du puits (qu'il convient d'interpréter selon la tradition chrétienne comme un signe de résurrection)[réf. nécessaire][précision nécessaire].
Il n'est pas impossible que, derrière Dame Holle, se cache la déesse germanique de la mort, Hel (dont le nom est à rapprocher du mot allemand Hölle, désignant l'enfer) ; pour d'autres, il s'agirait de Fricka" (Frigg /Freyja), voire Perchta. Entre le 23 décembre et le 5 janvier, pendant "les Douze Nuits, période où devaient cesser les tâches ménagères, cette divinité remontait à la surface de la terre pour y vérifier qui s'était montré travailleur, et qui s'était révélé fainéant tout au long de l'année. C'est la raison pour laquelle, de nos jours, on la met en parallèle avec la divinité Nerthus[réf. nécessaire].
Il existe une croyance dans toute l'Europe, très ancienne, relative à la "compagnie des bonnes dames" ou "bonnes gens". Les femmes en particulier visiteraient la nuit, en rêve ou en extase, cette compagnie menée par une Dame dont un des noms locaux est Dame Holle : dame Percht ou Perchta (la lumineuse), dame Abundia (abondance). Les religieux du Moyen Âge l'appelaient Diane ou Hérodiade. Elle est citée en particulier dans les procès de sorcellerie des seizième et dix-septième siècles. Elle visite les maisons qui doivent être tenues propres et bien balayées, et donne l'abondance par son passage; on lui sert un repas, les boissons et les nourritures doivent être découvertes pour qu'elle puisse y toucher et donner l'abondance. D'où l'importance dans le conte du travail domestique de la demoiselle qui va apporter l'abondance et la richesse[réf. nécessaire]. Il s'agit d'un culte féminin largement répandu au Moyen Âge, auquel certains hommes disaient avoir assisté. Sont évoqués des repas féminins joyeux à la lueur des torches et des chandelles. Pour Claude Lecouteux, il s'agit des doubles des personnes endormies (cf sources)[précision nécessaire].
Les éléments évoquant la mort sont liés avec les passages rituels des morts bénéfiques qui apportent l'abondance s'ils sont bien traités (culte des ancêtres qui protègent leurs familles).

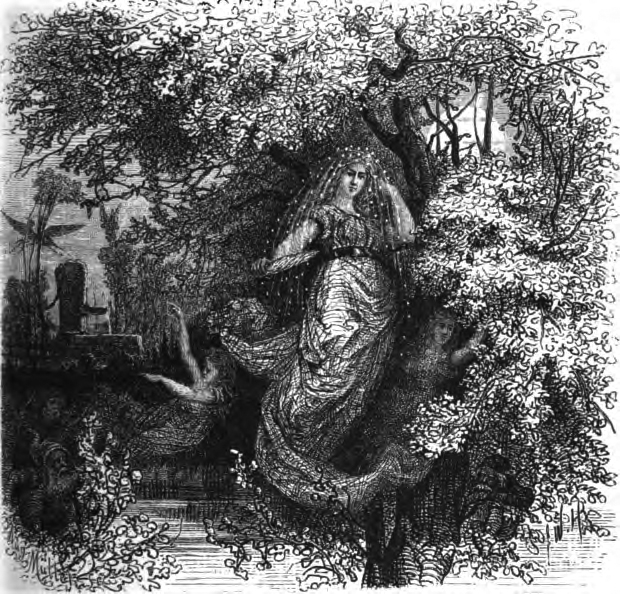
Holda, la protectrice bienveillante
(Friedrich Wilhelm Heine, 1882)

On ne peut pas non plus exclure que la dénomination 'Dame Holle' dérive de la déesse germanique Holda ou Hulda, qui selon la légende, vivrait dans le tronc du sureau (en allemand : Holunderstrauch, Holler, Hollerbusch) ou bien dans le grand nord, où elle garde les enfants morts[réf. nécessaire]. Selon Natacha Rimasson-Fertin (voir Bibliographie), le nom est « dérivé du moyen-haut-allemand hulde « bienveillant », et le personnage est ambivalent : de même que les génies des eaux, « donateur surnaturel, elle peut également châtier les méchants (...). Ce personnage surnaturel est très répandu dans les légendes allemandes, en particulier dans la tradition orale associée au contexte des travaux de filage (..) Son origine remonte peut-être à un démon accomplissant l'initiation des femmes. »
À en croire les dires populaires, c'est Dame Holle qui porterait la responsabilité des quantités de neige hivernale, car plus elle s'emploie à secouer les édredons de ses lits, plus il neige ici-bas : "Surtout, tu dois veiller à bien faire mon lit et secouer soigneusement l’édredon pour en faire voler les plumes, parce qu’alors, il neige sur le monde", confie Dame Holle à la belle-fille dans le conte des frères Grimm. Vladimir Propp a d'ailleurs noté des similitudes entre ce conte et le conte russe de Morozko, personnage incarnant lui aussi l'hiver.
Dans les contes populaires de l'Est de la France en Alsace et dans l'Ouest en Bretagne elle est parfois appelée Groac'h ou Mère Gagache. La Mère gagache est une version de l'ancienne déesse sauvage du froid du vent et de la glace. La Cailleach Bheur d'Irlande et d'Ecosse, devenue Groac'h gozh en Bretagne et la Mère Gagache dans les traditions du folklore féerique. La Gagache est un esprit des campagnes françaises comme le Père Chalande à Noël qui personnifie l'hiver, la glace, les brouillards et la neige.

## Belles-lettres
Le thème des dons qu'une magicienne sortie d'un puits offre en récompense se retrouve encore chez les frères Grimm dans le conte intitulé Das blaue Licht, (« La Lumière bleue »). De même, Regentrude, de Theodor Storm, habite le monde d'en-bas, accessible par un saule creux.

## Interprétations
Selon Géza Róheim, la chute dans un puits symbolise l'endormissement, le portail d'or par lequel l'héroïne passe pour rentrer chez elle représentant le réveil. Le fait de rêver symboliquement qu'on s'endort, qui symboliserait le fantasme du retour à l'utérus maternel, constituerait le « rêve fondamental », le réveil symbolisant la naissance. Il considère aussi que les divers objets rencontrés par l'héroïne représentent la mère, le conte évoquant les difficultés à surmonter les traumatismes de la naissance et du sevrage. Sigmund Freud parle de « fantasme de sevrage » à propos de ce conte.
Eugen Drewermann interprète Dame Holle comme un conte répondant à la question philosophique et religieuse du sens de la souffrance tout en clarifiant l'apparent désordre et en expliquant l'iniquité de l'existence. Tout ce que ce conte transmet sur la façon de concevoir l'existence peut être lu, dans le cadre de la mythologie des phénomènes naturels, comme des figures du soleil, de la lune ou de la terre[réf. nécessaire][précision nécessaire]. La fillette couverte d'or serait un être solaire, la fillette couverte de poix un être lunaire. Madame Holle (Hulda, Berchta) peut être lue comme la grande déesse, la Terre-Mère à laquelle on peut avoir accès en pénétrant dans le monde souterrain après une chute dans le puits des mondes. Quant à la marâtre, elle représente la figure féminine du monde, la mauvaise face du monde extérieur, matériel, le pendant de Madame Holle[réf. nécessaire].[précision nécessaire]

## Adaptations

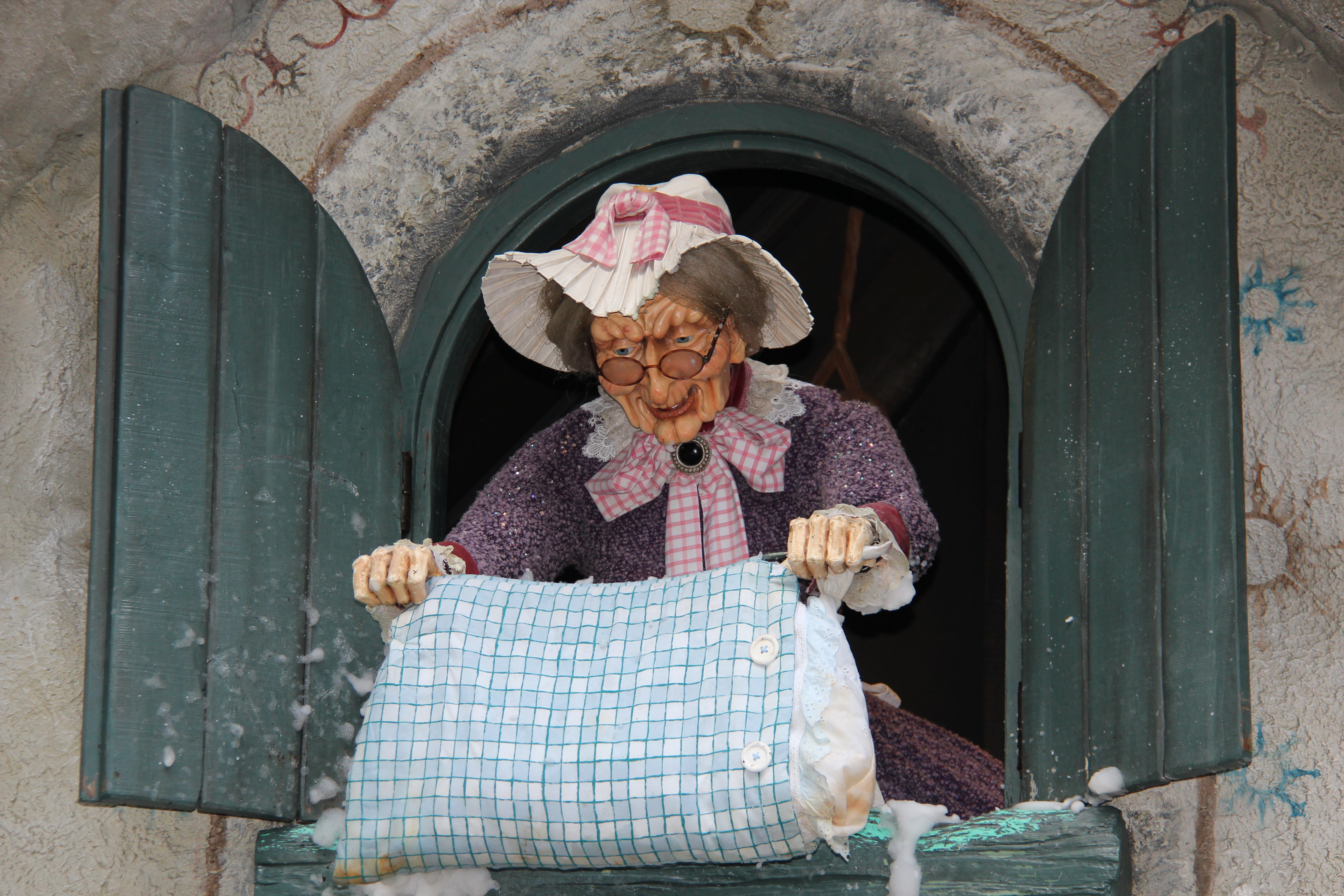
Vrouw Holle au parc d'Efteling (Pays-Bas).

Dans le parc d'attractions Efteling, Dame Holle fait tomber la neige et le puits voisin nous conte l'histoire dans le Bois des contes. Le personnage de Dame Holle est aussi présent à Europa Park.
Robert Crumb en a réalisé une adaptation en bande dessinée en 1986, sous le titre "Mother Hulda". Traduction française dans le recueil Mister Nostalgia (ed. Cornelius, 2007).
Le film slovaque de Juraj Jakubisko Perinbaba est une adaptation du conte, avec Giulietta Masina dans le rôle de Dame Holle.
Antonia Calvin a réalisé une adaptation filmée pour l'ORTF et diffusée le 26 février 1970 dans le cadre des émissions pour la jeunesse Rue des Alouettes.
Marianne Sägebrecht interprète le rôle de Frau Holle dans un film allemand de 2008 (Frau Holle (de)), mis en scène par Bodo Fürneisen, scénario Marlies Ewald.
Le conte a été adapté dans un épisode de la série d'animation Simsala Grimm.